# Čedomir Jovanović
Čedomir Jovanović (Beograd, 13. april 1971) srpski je političar. Predsednik je Liberalno-demokratske partije, bivši narodni poslanik u Narodnoj skupštini Srbije i dramaturg.

## Biografija
Jovanović je osnovnu školu završio u Beogradu. Prvi razred srednje škole započeo je u Devetoj beogradskoj gimnaziji da bi se ubrzo prebacio u Treću ekonomsku školu. Diplomirao je dramaturgiju na Fakultetu dramskih umetnosti u Beogradu, 1998. godine. Tokom studija radio je kao novinar.
Bio je jedan od vođa studentskih protesta 1996/97, kada je stekao znatnu popularnost. Tih dana je navodno izvesna studentkinja Mia lansirala i bedž sa natpisom „Čedo, oženi me!“, što je Jovanović objašnjavao time da se ljudima verovatno dopada to što on priča. Sâm tvrdi da je bio hapšen i prebijan više puta od strane policije.
Po okončanju protesta, sa Čedomirom Antićem i grupom tadašnjih istomišljenika osnovao je Studentski politički klub koji je podržao bojkot republičkih izbora 1997.
Pristupio je Demokratskoj stranci 1998. godine. U oktobru 2001. izabran je za njenog potpredsednika. Učestvovao je u izbornim kampanjama u septembru i decembru 2000. godine. Tokom kampanje nalazio se na mestu šefa izbornog štaba Demokratske stranke i Demokratske opozicije Srbije. Na republičkim izborima decembra 2000. godine, izabran je za poslanika u Skupštini Srbije, a 2001. izabran je za potpredsednika DS-a.
Nedugo posle oktobarskih promena, automobil mu je raznet termičkom bombom.
Od januara 2001. do marta 2003. godine bio je na funkciji šefa poslaničke grupe DOS, odnosno DOS - Reforma Srbije. Bio je najmlađi političar na toj funkciji u istoriji Srbije.
Učestvovao je u hapšenju Slobodana Miloševića u svojstvu pregovarača u martu 2001. godine i jedan od glavnih pregovarača o njegovoj mirnoj predaji, i potom njegovog izručenja Haškom tribunalu, 28. juna iste godine.
U Vladi Republike Srbije formiranoj nakon smrti Zorana Đinđića, 18. marta 2003. godine postao je potpredsednik Vlade Republike Srbije zadužen za evropske integracije i koordinaciju reformi. Učestvovao je u izradi Akcionog plana i daljoj harmonizaciji odnosa Srbije i Crne Gore.
Postojao je pešački prelaz u Beogradu (tzv. Čedina zebra) ispred Skupštine Srbije, koji je hitno postavljen samo dvadeset metara od već postojećeg pešačkog prelaza, nakon što je televizija B92 snimila Jovanovića kako na neobeleženom mestu prelazi ulicu i izjavljuje da bi mu bilo lakše kada bi na tom mestu postojao pešački prelaz. Jovanović je naknadno objasnio da su pešački prelaz samoinicijativno postavili nadležni u policiji i da on lično nikada nije dao nalog za to.

Na prozivke da je umešan u događaje koji izlaze iz okvira zakonitog, izgovorio je rečenicu „Prljave su mi ruke, ali mi je savest čista“, koju obilato koriste njegovi kritičari i politički protivnici. Ovo je nešto kasnije ponovio gostujući u emisiji Brankice Stanković na televiziji B92. Jovanović je naknadno pokušao da objasni ovu izjavu povezujući je sa Sartrom i njegovom dramom „Prljave ruke“.
| „ | Kada sam rekao da mi je savest čista, a da su mi ruke prljave, kao dramaturg sam citirao Sartra, iako sam znao da niko ne zna šta govorim. U svakom slučaju, meni ruke nisu prljave od lopovluka kao drugima, već zato što sam lično pokušavao da rešim bolne i neprijatne naslage vremena, u jednoj od najprljavijih zemalja u poslednjim decenijama. | ” |

Objavio je knjigu „Moj sukob s prošlošću“ (2005) u izdanju dnevnog lista Danas.
Godine 2008. kandidovao se za predsednika Srbije, a na izborima je zauzeo peto mesto, sa 5,34% osvojenih glasova.
Na sednici Liberalno-demokratske partije (LDP), 28. januara 2012. godine, izjavio je da je „Republika Srpska napravljena na genocidu, na srebreničkom genocidu; na etničkom čišćenju nezabeleženom u Evropi posle Drugog svetskog rata“, čime je izazvao bes medija i Republičke organizacije porodica zarobljenih i poginulih boraca i nestalih civila Republike Srpske, koja je najavila krivičnu prijavu protiv Jovanovića. Na ovu izjavu reagovao je i kabinet predsednika RS Milorad Dodik, odakle je poručeno da lider LDP “smišljenom laži da je Republika Srpska nastala na genocidu pokušava da pripiše kolektivnu odgovornost celom narodu, koji je samo branio pravo na život”. Održao je televizijski duel 1. februara 2012. sa Miloradom Dodikom na temu: „Da li je Srpska genocidna tvorevina ili izraz volje naroda“.
Suvlasnik je firme „Agroposlovi“ koja je zakupila deo preduzeća Fidelinka. Firmi „Agroposlovi“ pripisuje se nezakonito poslovanje preko povezanih lica i firmi., finansijski krah više preuzetih preduzeća, kao i neisplaćivanje zarada i druga kršenja prava radnika. Jovanović je u početku demantovao navode o povezanosti sa „Agroposlovima“ tvrdeći da su u pitanju poslovne aktivnosti njegove supruge s kojima nema ništa, da bi se kasnije ispostavilo da je po raznim osnovama suvlasnik sa najmanje 45% udela u „Agroposlovima“. Još kasnije, dana 19.2.2014, u zvaničnom saopštenju LDP-a u okviru predizborne kampanje 2014. demantovao je sam sebe, navodeći svoje poslovno angažovanje u „Fidelinki“ kao primer uspešnog vođenja privrede.
Od 2019. godine bio je savetnik člana predsedništva BiH Željka Komšića.
Tokom 2021. je razbio izlog lokala brze hrane „Pončo“ na Novom Beogradu nakon rasprave sa navijačima te je reketom pretukao vlasnika „Fizio centra“ Žarka Ivkovića, za šta je pred sudom priznao krivicu, objašnjavajući da je nameravao da zaštiti svoju porodicu.
Oktobra 2022. je prvo izjavio za medije da je imao tuču za suprugom, o čemu su mediji pisali i o čemu je dao izjavu policiji, da bi naredni dan negirao takav tok događaja.
Jovanović je februara 2023. priveden i zadržan u PS Vračar zbog fizičkog napada na advokata Nemanju Aleksića.

## Politički rad i stavovi
Na stranačkim izborima 21. februara 2004. nije osvojio mesto potpredsednika Demokratske stranke za koje se kandidovao, pa je ostao bez stranačke funkcije. Pokrenuo je liberalno-demokratsku frakciju što je protumačeno kao povreda statuta stranke. Ubrzo je usledila inicijativa za isključenje Jovanovića iz Demokratske stranke, koje je usledilo 4. decembra 2004., kada je od 44 prisutna člana Odbora DS-a na Novom Beogradu, za isključenje glasalo njih 35. Protiv tog predloga izjasnilo se pet članova odbora, a četiri su bila uzdržana. Nakon toga je osnovao Liberalno-demokratsku partiju čiji je danas predsednik. 2007. se u Liberalno-demokratsku partiju utopio Građanski savez Srbije.
Jovanović se zalaže za normalizaciju odnosa Srbije sa ostalim državama iz bivše SFRJ (naročito sa Bosnom i Hercegovinom i Hrvatskom). Smatra da je Srbiji neophodna regionalizacija, jaka lokalna samouprava, emancipovanje žena i nezavisni mediji.
Jovanović je u javnosti izazvao pažnju zbog stava o Kosovu i Metohiji; zajedno sa još nekoliko manjih stranaka (DHSS, LSV, SPO) zastupa stanovište da je Kosovo faktički nezavisno još od 1999. i da Srbija treba da takav ishod prihvati i umesto priče o statusu počne da se bavi sudbinom ljudi koji tamo žive i njihovim pravima, što ga je načinilo dodatno nepopularnim među onima koji se zalažu za ostanak Kosova i Metohije u okvirima Srbije. Jovanović današnje Kosovo vidi kao posledicu politike iz prošlosti, koja nije uspela da sačuva mir na toj teritoriji i obezbedi normalan život za sve stanovnike te pokrajne.

## Lični život i hobi
Oženjen je Jelenom i otac је četvoro dece.
U Srbiji se za Jovanovićevu strast prema opasnim sportovima prvi put saznalo nešto više kada je zadobio promrzline prilikom uspona na Akonkagvu, što je izazvalo podeljene reakcije javnosti. On se bavi i ekstremnim sportovima: ronjenjem alpinizmom, paraglajdingom, ekstremnim skijanjem i padobranstvom. Više puta je zadobijao ozbiljne povrede, pa je zbog toga imao nekoliko ponovljenih operacija kolena. Prema navodima u medijima, život mu je bio ugrožen prilikom zarona na dubini od 66 metara, do olupine austrougarskog ratnog broda Sent Ištvan u blizini ostrva Premuda na severnom Jadranu.
U junu 2013, u srpskoj štampi su se pojavili napisi da je Čedomir Jovanović osvojio vrh K2. Jovanović je nakon toga organizovao i prodajnu izložbu fotografija sa tog uspona, čiji je prihod bio namenjen planinarskom klubu „Mosor“ iz Niša. Srpski alpinista Dragan Jovović dovodi u pitanje ove navode i tvrdi da se još niko iz Srbije nije popeo na K2. Ovim povodom je pres služba Liberalno demokratske partije izdala saopštenje u kojem se navodi da se Jovanović nije popeo na K2, ali da „Kada govori o osvajanju vrhova, Jovanović tu metaforu koristi isključivo u političke svrhe“.

## Spoljašnje veze
- „Lik i delo“ Архивирано на веб-сајту  (19. август 2014) u časopisu Vreme
- Liberalno-demokratska partija
- Званична Facebook страница
- „Jovanović poručio da veruje da u Vučiću imamo šansu za promene: Njega napadaju oni koji provaljuju u RTS i tamo urlaju na žene”. Телеграф. 31. 3. 2019. Приступљено 1. 4. 2019.